# Dziki Bill Hickok
Dziki Bill Hickok, właściwie James Butler Hickok (ur. 27 maja 1837 w Homer, obecnie Troy Grove w stanie Illinois; zm. 2 sierpnia 1876 w Deadwood na Terytorium Dakoty, obecnie w stanie Dakota Południowa) – rewolwerowiec, „stróż prawa i porządku”, uważany za bohatera narodowego Stanów Zjednoczonych, znany ze swoich umiejętności strzeleckich, bohater wielu mitów i legend. Twierdził, że zabił ponad 100 osób – w rzeczywistości było ich około dziesięciu.
Hickok przybył na Dziki Zachód z rodzimego stanu Illinois do Terytorium Kansas jako woźnica dyliżansów. Zmienił jednak profesję, stając się egzekutorem prawa na pogranicznych obszarach nowych stanów Kansas i Nebraska. W czasie wojny secesyjnej walczył po stronie Unii przeciwko Konfederacji, a po jej zakończeniu zyskał sławę jako zwiadowca, szeryf, strzelec wyborowy i zawodowy hazardzista. Był zamieszany w kilka głośnych pojedynków. Obawiał się strzału w plecy, dlatego też w lokalach, które odwiedzał, zawsze starał się usiąść tak, by za jego plecami znajdowała się ściana. W dniu, kiedy zginął, nie mógł takiego miejsca zająć.

## Życiorys

### Młodość
Hickok urodził się 27 maja 1837 r. w miasteczku Homer w stanie Illinois (później nazwę zmieniono na Troy Grove), w hrabstwie LaSalle. Miejsce, w którym przyszedł na świat, jest jednym z zabytków pod opieką Agencji Ochrony Zabytków Stanu Illinois. Nosi ono nazwę „Stanowy Pomnik Dzikiego Billa Hickoka”. Od 29 sierpnia 1930 znajduje się tam ciosany obelisk z surowego marmuru.
Hickok wychował się na wsi, a jego domostwo stanowiło przystanek na umownym szlaku, zwanym Underground Railroad, będącym siecią dróg, którymi przerzucano z południa na północ zbiegłych niewolników. Uczył się wtedy strzelać, by w razie potrzeby bronić domu przed przeciwnikami abolicjonizmu. Już jako dziecko był uznanym strzelcem.
W 1855 r. Hickok, wówczas 18-latek, pobił się z rówieśnikiem, Charlesem Hudsonem, i w czasie bójki obaj wpadli do kanału. Hickok, w przekonaniu, że zabił Hudsona, uciekł z domu i zaciągnął się do prywatnej armii generała Jima Lane’a, gdzie spotkał 12-letniego zwiadowcę Williama Cody’ego, znanego później jako „Buffalo Bill”.

### Na Terytorium Kansas
W 1856 Hickok przeniósł się do Terytorium Kansas z zamiarem uprawiania roli. Dwa lata później, jako dziki osadnik na ziemiach Indian plemiona Shawnee, zgłosił do odpowiedniego urzędu 160-akrową (65 ha) działkę w hrabstwie Johnson. Jako jeden z sześciu osadników stracił ją w 1859 na rzecz Indianina z plemienia Huronów (Wyandot), Samuela McCullocha, na mocy traktatu Stanów Zjednoczonych z 1842 z Huronami, umożliwiającego niektórym wpływowym członkom tego plemienia objęcie 640-akrowych działek na „terytorium indiańskim” na zachód od rzeki Missisipi. 22 marca 1858, w wieku niespełna 21 lat, Hickok został wybrany na jednego z czterech pierwszych konstabli nowo utworzonej w okolicy wsi Monticello.
Pozbawiony ziemi, zatrudnił się jako woźnica w firmie przewozowej „Russell, Waddell & Majors”. Rok później odesłano go do położonej w Nebrasce Rock Creek Station, którą jego firma odkupiła właśnie od Davida McCanlesa, by w czasie rekonwalescencji pracował jako stajenny.
12 lipca 1861 r. Hickok był obecny przy strzelaninie, która miała miejsce, gdy McCanles, jego 12-letni syn i dwaj pracownicy przybyli do stacji Rock Creek, domagając się jej zwrotu. Z wnętrza stacji, w której znajdował się Hickok oraz kierownik stacji Horace Wellman z żoną Jane, padł strzał, w wyniku którego zginął McCanles. Następnie uśmiercono jego dorosłych towarzyszy: jednego strzałem ze strzelby, drugiego motyką. W następstwie tych zdarzeń Hickok, Horace Wellman i nieobecny przy zajściu pracownik J.W. Brink zostali pozwani przez rodzinę McCanlesów i stanęli przed sędzią pokoju T.M. Coulterem, który uniewinnił oskarżonych. Ten głośny epizod znany jest jako „Masakra McCanlesów”. Niezależnie od tego, czy Hickok rzeczywiście kogoś wtedy zabił, jest mu to przypisywane, a przerysowana opowieść o jego rzekomym heroicznym odparciu ataku przeważających sił, która ukazała się w czasopiśmie „Harper’s”, jest początkiem jego legendy.

### Rola w wojnie secesyjnej
12 kwietnia 1861 r. wybuchła wojna secesyjna. Hickok wstąpił do armii Unii na początku sierpnia 1861. Służył na zachodzie, głównie w stanach Kansas i Missouri. 10 sierpnia 1861 uczestniczył w przegranej bitwie nad Wilson’s Creek blisko Springield, kiedy to stracił życie dowodzący oddziałem 5500 żołnierzy generał Unii Nathaniel Lyon. Sam Hickok, będąc pod ostrzałem wojsk Konfederacji, został niemal trafiony pociskiem artyleryjskim.

Podczas wojny Hickok służył kolejno jako woźnica, policjant federalny i zwiadowca. Jego reputacja doświadczonego zwiadowcy utrwaliła się podczas służby na kresach przeciwko Indianom Dakota. Generał brygady John B. Sanborn, który mianował Hickoka wpierw policjantem, a następnie zwiadowcą, wspominał go po 20 latach następująco:

Moim czołowym zwiadowcą był William Hickok, „Dziki Bill”, który dokonał wielu bohaterskich czynów w rzeczywistym świecie, a jeszcze więcej w powieściach sensacyjnych. Bill był świetnym zwiadowcą i detektywem. Zakradał się do obozów wroga. Pewnego razu aresztowano go jako szpiega, i postawiono nawet przed Generałem Price’em; lecz dzięki swojej niespotykanej zuchwałości i wielkiemu opanowaniu nie tylko ocalił skórę, ale nawet został jednym z pomocniczych adiutantów Price’a. We właściwym czasie uciekł i przedostał się do mnie z powrotem przynosząc cenne informacje podczas [drugiej] Bitwy pod Newtonią.

W czasie wojny secesyjnej Hickok służył z innymi zwiadowcami: „Buffalo Billem” Codym, Robertem Denbowem i Davidem L. Paynem. Między mężczyznami zawiązała się przyjaźń, która miała trwać wiele lat.

### Po wojnie
Po wojnie Hickok nadal pracował dla armii jako zwiadowca, przez jakiś czas był też zatrudniony przez władze federalne jako egzekutor prawa.
We wrześniu 1865 r. kandydował na szeryfa Springfield, ale przegrał z Charlesem C. Mossem. Kilka miesięcy później pracował jako detektyw w Forcie Riley w Kansas, dokąd sprowadził go jego były naczelnik wojskowy, kwatermistrz R.B. Owen. Do 1867 praca Hickoka polegała na wypadach w teren z Fortu Riley, przede wszystkim w celu ścigania złodziei mułów. Następnie od maja do sierpnia służył jako zwiadowca 7. pułku kawalerii Armii Stanów Zjednoczonych, po czym został zatrudniony przez władze federalne jako egzekutor prawa. Obowiązki te pełnił z przerwami do 1870. W lipcu 1867 kandydował na szeryfa nowo utworzonego kansaskiego miasta Ellsworth, lecz wycofał się przed zakończeniem głosowania. W listopadzie kandydował raz jeszcze, tym razem na szeryfa całego hrabstwa Ellsworth. W sumie uzyskał 155 głosów w granicach miasta, więcej niż ktokolwiek inny, przegrał jednak z byłym wojskowym E.W. Kingsburym na skutek braku poparcia poza miastem. W sierpniu 1869 radni hrabstwa Ellis specjalnie zorganizowali wybory w mieście Hays. Na tymczasowego szeryfa Hickok został wybrany 23 sierpnia 1869, a 2 listopada 1869 – na stałego. Później był szeryfem w mieście Abilene, stanowiącym największe w Kansas centrum spędu bydła. Radni tego miasta zatrudnili go w tym charakterze w 1871, od 15 kwietnia do 13 grudnia. To w tym okresie Dziki Bill miał wnieść największy wkład w utrzymanie prawa i porządku.
Potem Hickok został zawodowym hazardzistą, grał m.in. w faraona.

Sławę przyniosły mu dwa wywiady z 1867. Pierwszy – udzielony pułkownikowi George’owi W. Nicholsowi, przeredagowany przez Nicholsa lub redakcję tak, że stanowił ilustrowany drzeworytami felieton, ukazał się pod tytułem Wild Bill jako cover story lutowego numeru „Harper’s New Monthly Magazine”. Drugiego udzielił młodemu walijskiemu reporterowi „Weekly Missouri Democrat”, Henry’emu Mortonowi Stanleyowi, późniejszemu badaczowi Afryki. Wywiad ze Stanleyem opublikowano 16 kwietnia 1867. Stanley napisał:

Artykuł z „Harper’s” jest miejscami przerysowany, lecz w gruncie rzeczy jest to felieton trafny. Należy jednak zaznaczyć, że Hickok nie jest ani osobą grubiańską, ani niewykształconą, jak to go przedstawiono w „Harper’s”.

### W roli aktora

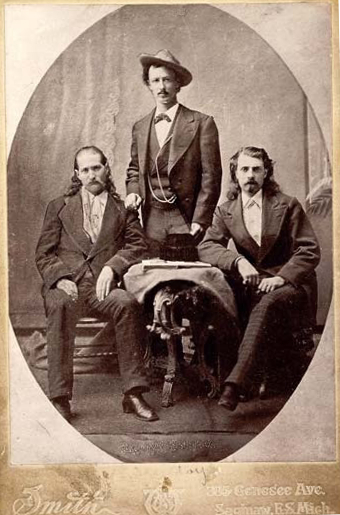
Od lewej: Dziki Bill, Texas Jack Omohundro i Buffalo Bill w Nowym Jorku w 1873

Pod koniec sierpnia 1872 Hickok po raz pierwszy udał się na Wschód, do kanadyjskiego Niagara Falls, gdyż pułkownik Sidney Barrett namówił go do wzięcia udziału w sztuce teatralnej własnej produkcji pt. Grand Buffalo Hunt. Wystawiono ją na specjalnej, położonej w parku scenie dla 50 tys. widzów. Hickok wystąpił jako narrator i konferansjer. Przedstawienie to nie przyniosło oczekiwanego dochodu, pomimo że obecność Dzikiego Billa we własnej osobie przyciągnęła liczną publiczność. Z tego powodu Hickok zdecydował się powrócić na obrzeża Zachodu i zamieszkał w Springfield w stanie Missouri. Zaniechał dalszego udziału w przedstawieniach do czasu występów w miastach Wschodu wraz z Cody's Combination; miały one miejsce w sezonie teatralnym 1873-74, a przekonał go do nich namową i ofertą sowitej zapłaty „Buffalo Bill” Cody.
Podczas tournée z Cody's Combination Hickok zdał sobie sprawę, być może po raz pierwszy, że stanowi żywą legendę. Nie przypadło mu to do gustu, w szczególności za sprawą związanych z tym stanem rzeczy parodii, zafałszowań i zwykłych wygłupów na scenie. Czuł się skrępowany w czasie występów; 12 marca 1874 w Rochester porzucił więc aktorstwo i udał się na Zachód, mimo że Cody i Texas Jack Omohundro starali się go powstrzymać. Na pożegnanie Hickock otrzymał po 500 dolarów od każdego z nich oraz parę rewolwerów Smith & Wesson modelu American, kaliber 44.

Buffalo Bill wspominał niekończące się kłopoty z Dzikim Billem jako aktorem:

Dziki Bill był złym aktorem gdziekolwiek, kiedykolwiek, lecz na dobrą sprawę był absolutnie złym aktorem właśnie na scenie. Jack Omohundro, znany jako Teksas Jack, grał wtedy z nami i po zapadnięciu kurtyny, po zakończeniu pierwszego aktu, on, Dziki Bill i ja mieliśmy pokazać się ponownie u progu sceny na tle kurtyny, przytulając uratowane panny do naszych piersi w białym blasku światła wapiennego. Lecz Dziki Bill nigdy nie mógł dotrzeć na swoje miejsce. Zazwyczaj trzymał się niepozornie w cieniu w głębi sceny lub pozostawał na pół ukryty za namalowanym drzewem lub skałą. Naprawdę, nie miał żadnego talentu do pozowania czy popisywania się i po prostu nie znosił widoku całej widowni gapiącej się na niego. Pewnego razu, kiedy światło oświetliło go podpierającego sękaty dąb w plenerze, zezłościł się i strzelił prosto w maszynę do wytwarzania światła wapiennego – a była ona ustawiona w środkowym przejściu na balkonie – gasząc ją, rozbijając soczewkę, w efekcie niszcząc maszynę. Przedstawienie musiało oczywiście trwać do końca i obyć się bez scenografii podświetlenia wapnem. O ile Dziki Bill nie był gwiazdą na scenie, to stanowił rzeczywistą sensację poza nią. Tłumy ludzi zbierały się wszędzie wokół niego. I nic w tym dziwnego, bo poza jego malowniczym strojem z Zachodu, był jednym z najprzystojniejszych mężczyzn, jakiego kiedykolwiek znałem.

### W roli rewolwerowca, ponownie zwiadowcy i szeryfa
W sposób nietypowy dla Hickoka, który prawie zawsze uśmiercał przeciwników w trakcie pełnienia obowiązków służbowych, jego pierwszy pojedynek jako rewolwerowca dotyczył prywatnego zatargu z osobnikiem, z którym się wcześniej przyjaźnił; był to były żołnierz armii konfederackiej, Davis K. Tutt; Hickok spotkał go na początku 1865 r. w missourskim Springfield. Po pewnym czasie doszło między nimi do kłótni, gdy Tutt upokorzył publicznie Hickoka, zagarniając ze stołu karcianego jego pamiątkowy zegarek jako zastaw za rzekomo niespłacony dług w wysokości 35 dolarów, który Hickok miał zaciągnąć, kupując od niego konia. Hickok oznajmił wtedy, że winien jest Tuttowi jedynie 25 dolarów, na co posiada dowód na piśmie. Ostrzegł Tutta, że zastrzeli go, jeśli ten będzie się pokazywać publicznie z jego zegarkiem. Tutt, którego wzburzyła ta wypowiedź, następnego dnia (21 lipca 1865) ostentacyjnie spacerował z wywieszonym zegarkiem po głównym placu miasta. Hickok wyszedł mu wtedy naprzeciw i stanąwszy w odległości 75 stóp (ok. 23 m) od niego, ostrzegł go ponownie. Według świadków to Tutt jako pierwszy wyciągnął rewolwer. Obaj przeciwnicy oddali strzał niemal jednocześnie. Tutt strzelił niecelnie, natomiast szybki i celny strzał Hickoka uśmiercił przeciwnika, ustawionego bokiem do niego – przyczyną śmierci było rozerwanie tętnic w piersi Tutta i utrata krwi. Kula Hickoka przeszyła jego tors, wyrządzając przy tym większe szkody, niż gdyby Tutt zachował postawę bez uniku i przestrzelina byłaby krótsza.
Był to klasyczny pojedynek rewolwerowy, w którym dwaj rewolwerowcy ustawiają się nieruchomo na pustym placu w dużej odległości i strzelają do siebie jednocześnie. Dopiero późniejsze relacje o charakterze fabularnym, przede wszystkim filmowe westerny, stworzyły obraz tego rodzaju pojedynków jako typowy dla „Dzikiego Zachodu”, jednak spośród znanych rewolwerowców tylko Dziki Bill rzeczywiście uczestniczył w pojedynku. Hickok został uniewinniony przez sąd z ławą przysięgłych. Według Williama Elseya Connelleya, autora książki z 1933 o Hickoku, komentatorzy byli zgodni, że jak na czasy i kodeks obyczajów obowiązujący na Dzikim Zachodzie, Hickok zachował się z umiarem, dając Tuttowi szereg możliwości wycofania się z konfliktu. Jednak dzisiejszy biograf Hickoka, Joseph G. Rosa, wskazuje na niedawno ujawnione dokumenty, po części potwierdzające tradycyjny opis pojedynku, reakcję w Springfield i tło samego zatargu, po części zaś zaprzeczające tym doniesieniom.
W tym czasie prowadzone były walki z Indianami Dakota, więc Hickok ponownie wystąpił w roli zwiadowcy, służąc tym razem u boku George’a A. Custera i jego 7. pułku kawalerii. Custer uważał Dzikiego Billa za „wybitnego zwiadowcę”, wówczas „najsłynniejszego na Prerii”.
W 1869, jako szeryf miasta Hays, już w pierwszym miesiącu zabił tam dwóch ludzi w walkach na rewolwery. Jednym był „groźny morderca z Missouri”, niejaki Bill Mulvey, który pierwszy rozpoczął strzelaninę, publicznie zobowiązując się zabić szeryfa Hickoka. Naoczny świadek Miguel Otero wspominał, że Hickok popatrzył jakby poza plecy Mulveya i krzyknął: „Nie strzelajcie mu w plecy, on jest pijany!”, czym tak rozproszył uwagę swojego konnego przeciwnika, składającego się do strzału ze strzelbą w ręku, że tamten nie potrafił się skutecznie obronić. Drugim był kowboj Samuel Strawhun, który wyciągnął na Hickoka rewolwer, gdy ten wkroczył do saloonu, gdzie pijany Strawhun siał zamęt.
17 lipca 1870, również w Hays, Hickok brał udział w walce na rewolwery z dwoma rozpasanymi żołnierzami 7. pułku kawalerii, raniąc obydwu, w tym jednego śmiertelnie. Nie udało mu się uzyskać reelekcji, ale 15 kwietnia 1871 został szeryfem kansaskiego miasta Abilene, obejmując stanowisko Toma „Bear River” Smitha, który został zabity 2 listopada 1870.
5 października 1871 w Abilene Hickok jako szeryf wdał się w spór z Philem Coe’em, hazardzistą z Teksasu i właścicielem saloonu, co w konsekwencji doprowadziło do strzelaniny. Coe był partnerem biznesowym rewolwerowca Bena Thompsona, z którym wspólnie prowadził „Bulls Head Saloon”. Hickok starał się uspokoić tłum ponad 50 pijanych i uzbrojonych przyjezdnych Teksańczyków, świętujących zakończenie sezonowego spędu bydła. Teksańczycy, zmora miasta w czasie spędu, byli niechętni Hickokowi nie tylko jako przedstawicielowi prawa, lecz także jako „jankesowi”, który walczył po „złej” stronie podczas wojny secesyjnej. Jako szeryf, Hickok, jego zastrzelony poprzednik i wszyscy poprzedni szeryfowie Abilene byli zatrudniani właśnie do utrzymywania Teksańczyków w ryzach. W tej sytuacji, już i tak niebezpiecznej dla szeryfa, Coe oddał dwa strzały. Wtedy Hickok postanowił go aresztować za strzelanie w granicach miasta. Coe, z rewolwerem w dłoni, wyjaśnił, że strzelał do bezdomnego psa, nagle wyciągnął drugi rewolwer i oddał dwa strzały w stronę Hickoka, przedziurawiając płaszcz szeryfa i trafiając w podłogę między jego nogami. Hickok w mgnieniu oka wyciągnął oba swoje rewolwery i strzelił Coe’owi dwukrotnie w brzuch (Coe zmarł 3 dni później).
W tej samej chwili pojawił się na linii wymiany strzałów między nimi tymczasowy policjant, Mike Williams, wymachujący rewolwerem. Williams był bliskim przyjacielem Hickoka i przyjezdnym barmanem z Kansas City. Dorabiał lokalnie jako ochraniacz Novelty Theatre w Abilene. Miał wyjechać z miasta tego samego wieczoru i powrócić do żony w Kansas City. Hickok instynktownie strzelił, zabijając go na miejscu. Policjanci nie nosili wtedy mundurów, ubierali się jak każdy inny obywatel. Hickok słynął z szybkiego refleksu, jednak nie sprostał zadaniu. Ta tragedia prześladowała go do końca życia. Był to jego ostatni pojedynek. Podobno Hickok płakał, kładąc ciało swojego przyjaciela na stole biliardowym. Zapłacił za pogrzeb i pojechał do jego żony, aby jej opowiedzieć, co się stało.
Miesiąc później Hickok zapobiegł wendecie piątki Teksańczyków, przechwytując ich w Topeka. Gdy pociąg przybył na stację, Hickok czekał z obu rewolwerami w rękach, zmuszając ich do pozostania w wagonie i odjechania bez wysiadki. Prasa miejscowa pochwaliła tę akcję i oceniła pozytywnie jego sposób utrzymywania prawa i porządku w Abilene. Jednak 13 grudnia 1871 Hickok i jego zastępcy stracili stanowiska za postanowieniem rady miasta Abilene. Sezonowy spęd bydła był zakończony, następnego wtedy nie planowano, co oznaczało koniec zapotrzebowania na drogiego szeryfa-rewolwerowca. Z drugiej strony niemiecki naukowiec Rainer Eisfeld uważa, że Hickok został zwolniony bez słowa podziękowania ze strony radnych i przytacza cytat Stuarta Henry’ego, brata burmistrza, krytykujący „morderczy” styl szeryfowania w wykonaniu Hickoka. Abilene podobno zatrudniło następnego lata innego szeryfa, aczkolwiek północny terminus spędu teksańskiego bydła już w sezonie 1872 przeniósł się do Ellsworth. Kilkanaście lat później, po nastaniu w międzyczasie dekady świetności dla Dodge City jako nowej „stolicy kowbojów”, parlament stanowy Kansas zabronił wstępu na całym swoim terytorium teksańskim stadom z powodu przywleczenia pasożyta bydlęcego, kładąc tym samym kres erze kowbojów w Kansas, na rzecz intensywnej uprawy pszenicy, królującej tam do dziś.

### Małżeństwo

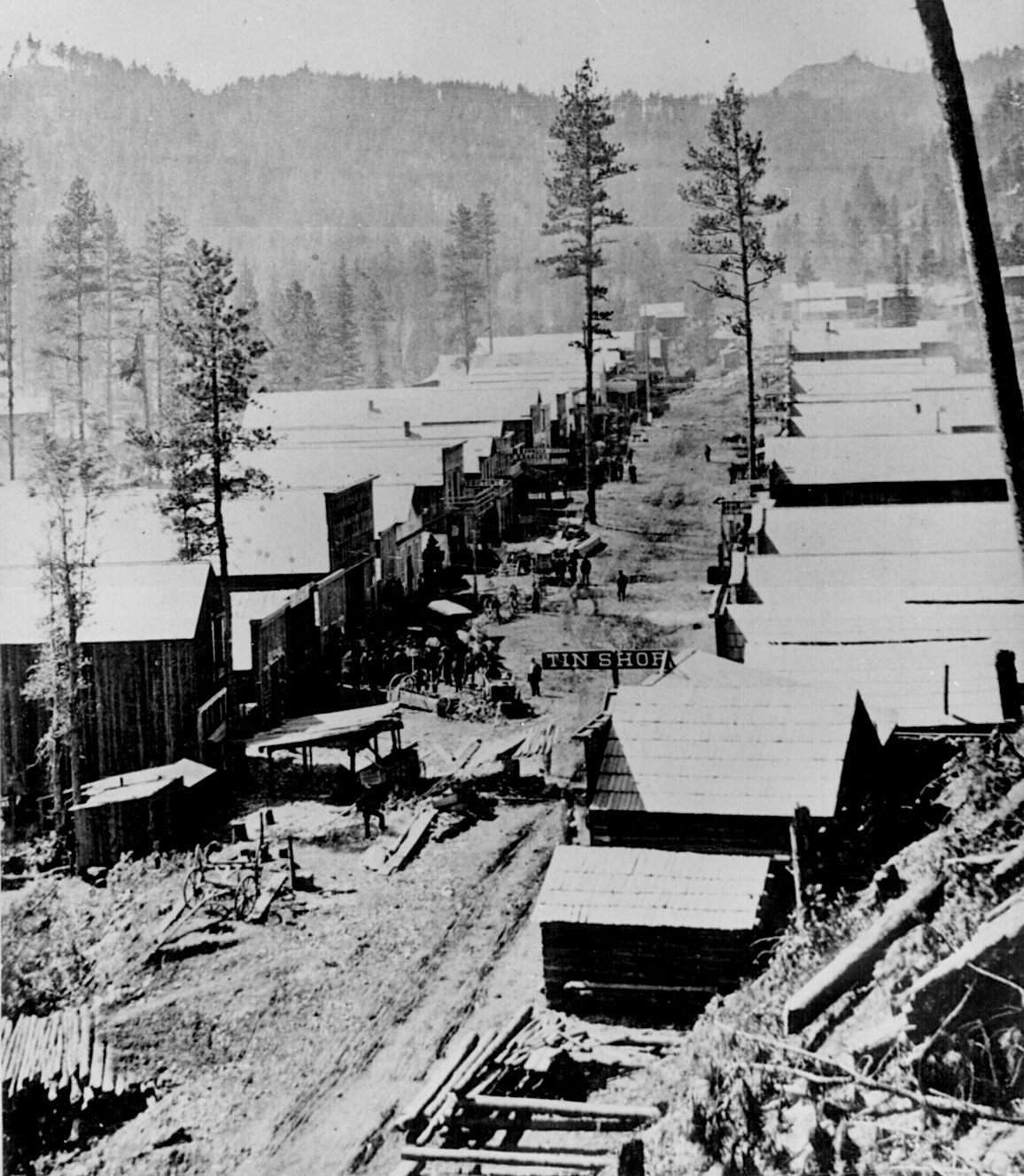
Deadwood w 1876

Po długim okresie sprawowania funkcji szeryfa, utrzymywania się z hazardu, po próbach aktorskich i karierze zwiadowcy, u Hickoka pojawiły się problemy zdrowotne. W 1876 lekarz, Dr. Joshua Thorne z Kansas City, Missouri, stwierdził u Hickoka jaskrę. Obecne opinie lekarskie zgodnie stawiają inną diagnozę: przypadek ówcześnie nagminnej jaglicy. Pogorszenie wzroku zmusiło Hickoka do wycofania się z zarobkowego udziału w pokazach strzeleckich.
Być może, aby ratować się przed niedostatkiem, 5 marca 1876 w Cheyenne Hickok ożenił się z Agnes Thatcher Lake, 50-letnią wdową po właścicielu cyrku. Biograf Joseph G. Rosa nie znalazł żadnej jednoznacznej przyczyny jego decyzji o ślubie. Para poznała się 5 lat wcześniej i podobno Agnes zakochała się w Hickoku. On z kolei prowadził z nią korespondencję przez te wszystkie lata. Para odbyła podróż poślubną do Saint Louis i rodzinnego miasta Agnes – Cincinnati.
Hickok wkrótce pozostawił swą nową żonę w Cheyenne, choć nie zerwał z nią kontaktów, pisując listy. Teksty dwóch listów są znane, ale wiadomo, że było ich więcej. Ruszył szukać szczęścia na złotonośnych obszarach Black Hills, położonych w dzisiejszym stanie Dakota Południowa. Podróż z Cheyenne do Deadwood w sercu Black Hills odbył jako pasażer konwoju wozów, co zajęło dwa tygodnie, które wspomina jeden z jego towarzyszy podróży, White Eye Anderson, opisującego także ich życie na miejscu.

### Śmierć
2 sierpnia 1876 w Deadwood (Terytorium Dakoty) Dziki Bill Hickok zginął od jednej kuli, która została wystrzelona z bliska przez Jacka McCalla w trakcie gry w pokera w saloonie „Nuttall & Mann’s No. 10”.

Historyk Joseph G. Rosa tak opisał szczegóły zabójstwa Hickoka i relacje świadków: 

Wokół zabójstwa Hickoka narosło wiele legend. Niektórzy twierdzili, że Hickok miał jeszcze tak dobry refleks, iż zdołał wyciągnąć oba swe rewolwery, nim runął na podłogę, gdy McCall oddał swój śmiertelny strzał. Świadkowie zdarzenia oczywiście zaprzeczyli tej wersji. Według nich Hickok był zupełnie nieświadomy tego, co dzieje się za jego plecami. Kula trafiła go tuż za prawym uchem, „u nasady mózgu, lekko na prawo od środka, wychodząc przez prawy policzek między górną i dolną szczęką, wybijając kilka zębów trzonowych i wyrzucając na zewnątrz nieco miazgi mózgowej”. W tej sytuacji śmierć musiała nastąpić natychmiast. „Głowa Hickoka pochyliła się gwałtownie do przodu, a on sam przez krótką chwilę siedział bez ruchu, po czym jego ciało osunęło się bokiem z krzesła na podłogę. Karty wysunęły się spomiędzy palców, które pozostały przykurczone w takiej pozycji, jakby coś wciąż trzymały.” Ellis T. („Doc”) Peirce wspominał, że gdy Hickok został „trafiony w głowę, wykrwawił się tak szybko, że leżąc wyglądał jak figura woskowa. Widziałem wielu zabitych, tak na polu bitwy, jak i w cywilnym życiu, ale Dziki Bill był najpiękniejszym trupem, jakiego widziałem. Jego długie wąsy prezentowały się znakomicie nawet po śmierci, a jego palce wyglądały, jakby były zrobione z marmuru”.

Istnieją relacje o dwóch strzałach oddanych przez McCalla. Joseph G. Rosa pisze jednak wyraźnie o tylko jednym strzale: 

W ułamek sekundy po zabiciu Dzikiego Billa kula utkwiła w nadgarstku innego gracza, kapitana Williama Massiego. Massie, były pilot statków rzecznych na Missisipi i Missouri, w pierwszej chwili pomyślał, że to Hickok strzelił do niego, bo on go przebił w grze; ale gdy spojrzał w górę, zobaczył ciało Billa osuwające się na podłogę i rewolwer w ręku McCalla. Nawet o ranie Massiego opowiadano różnie. Jedni twierdzili, że lekarz usunął kulę, a Massie nosił ją przez lata przy sobie; inni uważali, że kula tkwiła w nadgarstku aż do śmierci Massiego.

Powszechnie wiadomo było, że Hickok nigdy nie usiadł do gry, jeśli nie miał ściany za swymi plecami. Wychodząca w Deadwood gazeta Black Hills Pioneer 10 sierpnia 1876 podała: „Z bliżej nieznanych powodów nie siedział tyłem do ściany. Było to od lat jego niewzruszoną zasadą, w swej karierze bowiem dorobił się długiej listy wrogów, którzy byli gotowi zastrzelić go przy pierwszej okazji”. W tym jednak wypadku Hickokowi odmówił ustąpienia miejsca pod ścianą inny gracz, więc Hickok musiał zająć miejsce na krześle stojącym tyłem do drzwi i baru.

## Losy zabójcy

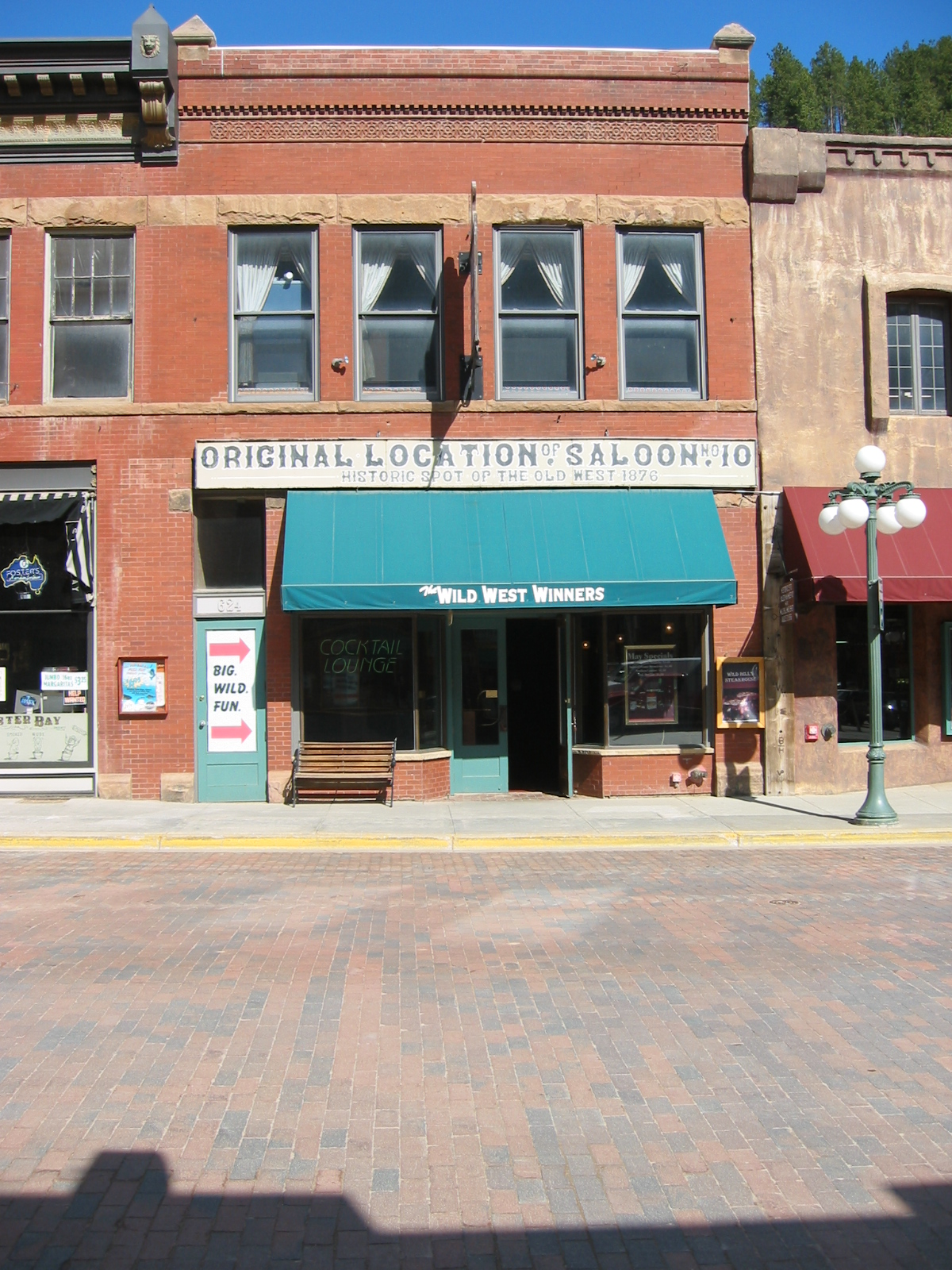
Saloon w Deadwood. W tym miejscu stał pierwotny lokal, w którym McCall zastrzelił Dzikiego Billa

McCall zbiegł z saloonu, kierując swój rewolwer w stronę każdego, kto próbował się doń zbliżyć. Próbował wskoczyć na konia, ale siodło spadło (właściciel konia poluźnił popręg z powodu gorąca). Pobiegł więc do pobliskiego sklepu, gdzie został aresztowany i umieszczony pod strażą w oczekiwaniu na proces.
Przed sądem doraźnym w Deadwood (złożonym naprędce z miejscowych górników i przedsiębiorców) McCall tłumaczył się, iż była to zemsta, bo Hickok zabił wcześniej jego brata. Został wobec powyższego uniewinniony. Znacznie później okazało się, że McCall nie miał w ogóle brata. Dokładne powody zabójstwa nigdy nie zostały do końca wyjaśnione, aczkolwiek od początku podejrzewano, że McCall działał na czyjeś zlecenie.
Terytorium Dakoty, przynajmniej tę jego część, gdzie leżą Black Hills i Deadwood, Stany Zjednoczone przekazały formalnie plemieniu Dakotów traktatem z 1868, wobec czego jakiekolwiek przeprowadzane przewody sądowe tam uznano za nielegalne.
Uwolniony McCall wyniósł się z Black Hills do Laramie, po tym gdy inny rewolwerowiec, California Joe (Moses E. Milner), zasugerował mu, iż być może „miejscowe powietrze mu nie sprzyja”. Pułkownik George May, zbulwersowany werdyktem uniewinniającym zabójcę, podążył w jego ślady do Laramie. Tam usłyszał publiczne przechwałki McCalla o tym, że udało mu się bezkarnie zabić w otwartym pojedynku Hickoka. May uzyskał nakaz i 29 sierpnia 1876 zastępca szeryfa w służbie U.S. Marshal, Saint Andre Durand Balcombe, aresztował McCalla. Po procedurze wstępnej McCall został przeniesiony do Yankton jako oskarżony o morderstwo. Jednak nie dane było Mayowi doprowadzenie sprawy do końca, zachorował bowiem nagle i zmarł pod koniec listopada.
Ponowny, tym razem uznany sąd nad McCallem rozpoczął się w Yankton 1 grudnia 1876 i zakończył wieczorem 6 grudnia. Obecny był brat Hickoka, Lorenzo Butler Hickok. Pozwolono mu na wizytę w celi więziennej McCalla, gdzie dowiedział się z ust winnego, że McCallowi zapłacono za zamordowanie jego brata. Wielu świadków zeznawało za i przeciw. Ostatecznie dowody uznano jednak za niezbite i McCall został skazany na śmierć 3 stycznia 1877. Następnie wielokrotnie próbowano wyrok zawiesić czy zredukować, czemu ostro sprzeciwiał się prokurator William Pound:

Morderstwo to, najbardziej tchórzliwe zabójstwo popełnione z pełną premedytacją, obecnie jest usprawiedliwiane czy nawet zgoła pomniejszane, ponownie, jak to miało miejsce wcześniej podczas rozprawy sądowej, poprzez odniesienia do szczególnej sytuacji społecznej, rzekomo panującej wówczas w Black Hills. Nawiązując do tego, pomimo przyznania, że ten akt przemocy w żaden sposób nie jest usprawiedliwiony, adwokatom jest obecnie na rękę nazywanie zmarłego, którego prawdziwe imię i nazwisko ujawniono dopiero podczas tej rozprawy sądowej, „osobnikiem o złej sławie”. Jednak prosta weryfikacja oskarżenia pokaże, że zarówno jego prawdziwa tożsamość, jak i przydomek „Dziki Bill” zostały przytoczone tamże. Natomiast przydomek „Dziki Bill” tak przywarł do niego, że znany był jako taki lepiej niż pod jakimkolwiek innym imieniem, i to z chlubą... na pewno nie miał powodu za życia, aby się go wstydzić. [W] Black Hills jego dawni wrogowie... [zniesławiali go] na podstawie tego imienia, kiedykolwiek mieli ku temu czelność.”

Wyrok na McCallu za morderstwo Dzikiego Billa Hickoka potwierdzono i wykonano przez powieszenie w Yankton 1 marca 1877. Była to pierwsza egzekucja po wyroku prawnym, zapadłym na Terytorium Dakoty.

## Pogrzeb i perypetie pośmiertne

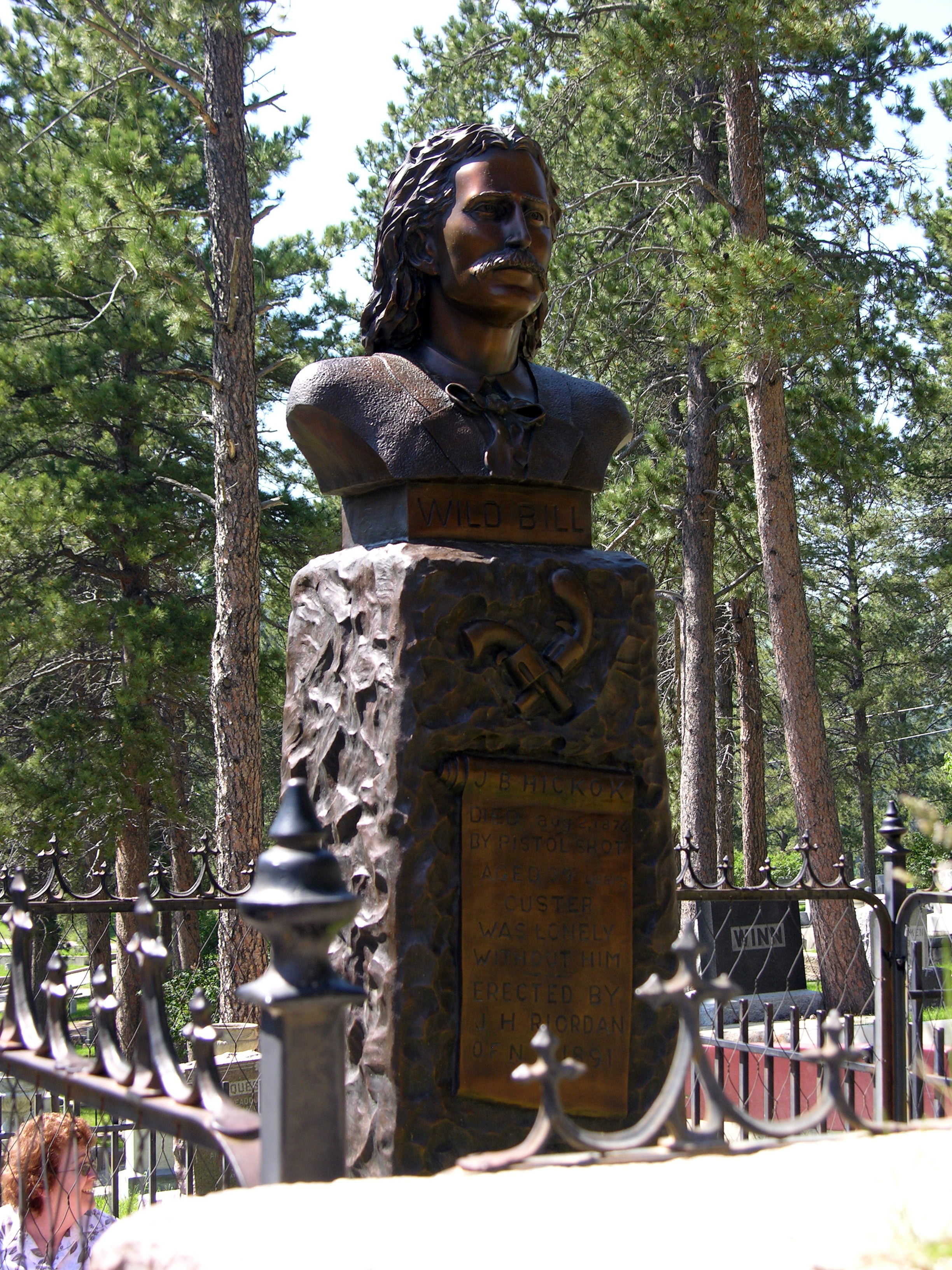
Nagrobek Dzikiego Billa na cmentarzu Mt. Moriah w Deadwood

Charlie Utter, przyjaciel i towarzysz Hickoka, zabrał jego ciało z kostnicy i zamieścił w miejscowej gazecie następujące ogłoszenie: 

„Zmarł w Deadwood, Black Hills, 2 sierpnia 1876, w wyniku strzału z rewolweru, J.B. Hickok (Dziki Bill) pochodzący z Cheyenne, Wyoming. Uroczystości pogrzebowe w obozie Charliego Uttera w czwartek po południu, 3 sierpnia 1876, o godz. 15. Zapraszamy wszystkich”.

Niemal całe miasto brało udział w uroczystości, a na grobie Hickoka umieszczono drewnianą tabliczkę z napisem:

Dziki Bill, J.B. Hickok, zabity przez mordercę Jacka McCalla w Deadwood, Black Hills, 2 sierpnia 1876. Spotkamy się ponownie na wiecznych łowach, by się już nigdy nie rozdzielić. Żegnaj. Colorado Charlie, C.H. Utter.

Dziki Bill Hickok został pochowany na cmentarzu Ingelside w Deadwood, pierwszym miejscu pochówków w tej osadzie. Mały cmentarz został zapełniony, a że leżał na południe od centrum, na terenie, który można było wykorzystać pod budowę domów dla nowych przybyszów, wszystkie ciała zostały w latach 1879-1880 ekshumowane i przeniesione na leżący na szczycie pobliskiego wzgórza cmentarz Mt. Moriah. Dzięki staraniom i całkowitemu pokryciu kosztów przez Charliego Uttera, Hickok był jednym z pierwszych pochowanych na nowym miejscu, pod nowym, marmurowym nagrobkiem.
Hickok leży obecnie w liczącej 3 m2 kwaterze na cmentarzu Mt. Moriah. Kwatera otoczona jest żelaznym płotem zbudowanym w 1904, a obok zwykle powiewa amerykańska flaga. Nad grobem wznoszono już szereg pomników, niszczonych przez łowców pamiątek. Ostatni, realistyczne popiersie w brązie, odzwierciedla oryginalny kamienny pomnik dłuta Riordana. Postawiono go 2 sierpnia 2002 w rocznicę śmierci Dzikiego Billa.
Zgodnie z jej ostatnim życzeniem, w kwaterze obok Dzikiego Billa pochowana została Martha Jane Cannary, bardziej znana jako rewolwerowiec Calamity Jane, zmarła 1 sierpnia 1903. Potato Creek Johnny (John Perrett), lokalna miniaturowa sława z przełomu XIX i XX wieku (Johnny miał zaledwie 4 stopy 3 cale wzrostu, 129,5 cm), spoczywa zaraz obok.

## Mity i legendy

### Ręka umarlaka

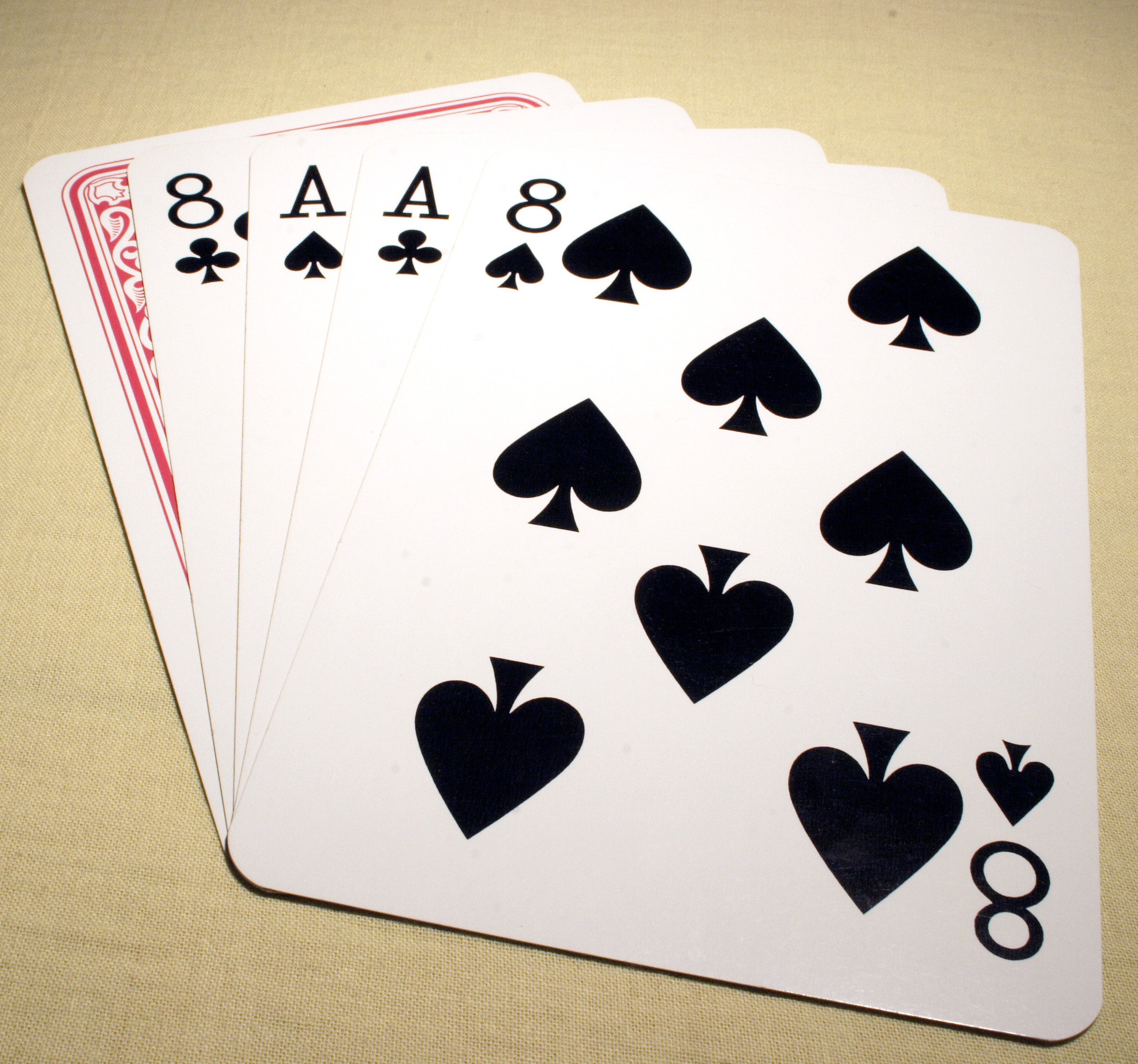
„Ręka umarlaka”. Piąta karta to, według historyka Josepha G. Rosy, walet lub dama karo

W chwili śmierci Hickok rzekomo trzymał w dłoni parę asów i parę ósemek, wszystkie czarne, i waleta lub damę karo (czerwoną). Od tego czasu taki układ kart nazywany jest „ręką umarlaka”.
Mimo wielu prób nie udało się dojść do tego, jakie karty faktycznie Dziki Bill trzymał w ręku w chwili śmierci. Znacznie później powstała legenda o „ręce umarlaka” składającej się z pary czarnych (pik i trefl) asów i pary czarnych (pik i trefl) ósemek. Piąta karta (co do której nie ma zgodności) miała być waletem lub damą karo. W każdym wypadku – o ile działo się to przed wymianą – posiadacz takiego układu ma szanse na otrzymanie przy wymianie trzeciego asa lub trzeciej ósemki, co z dwóch par tworzyłoby wysoko notowanego fula. Jeśli natomiast było już po wymianie, zestaw nie miał większej wartości.

Przesądy związane z „ręką umarlaka” wywołała plotka, która pojawiła się po śmierci Hickoka, jakoby miał kilkakrotnie napomykać, że Deadwood to jego ostatni przystanek. W ostatnim liście do swojej nowej żony, z 1 sierpnia 1876, jedynym zachowanym z jego pobytu w Deadwood, Hickok napisał: 

[Deadwood, Black Hills, Dakota, August 1st 1876]
Agnes – Kochanie, gdybyśmy się już nigdy nie zobaczyli, a ja oddam swój ostatni strzał, szepnę tylko imię mej żony – Agnes – i życząc najlepszego nawet moim wrogom spróbuję dopłynąć do drugiego brzegu.

### Walka z niedźwiedzicą
Jeszcze przed karierą rewolwerowca, Hickok miał zostać poważnie poranionym przez niedźwiedzicę z młodymi, na którą miał się natknąć, gdy prowadził powóz. Według relacji prasowej zeskoczył wtedy z powozu i zbliżył się do zwierzęcia, starając się je przegonić, ono jednak nie ustąpiło. Miał zabić je nożem, po bezskutecznym wyczerpaniu amunicji w rewolwerze. Według biografa Josepha G. Rosy opis tej walki jest typową dla tamtych czasów fikcją prasową o bohaterskich pojedynkach malowniczych postaci Dzikiego Zachodu z dzikimi zwierzętami (np. zmagania zwiadowcy Kit Carsona z dzikim niedźwiedziem grizzly czy przyjaciela Hickoka, California Joe, z pumą). Legendy te były traktowane przez prawdziwych „kresowców” jako swojego rodzaju żart.

### Masakra McCanlesów
Mit, że nikt z „gangu McCanlesa” nie był uzbrojony, został obalony. McCanles był pierwszym człowiekiem, którego Hickok rzekomo zabił, ale kto z wnętrza domu oddał strzał, który uśmiercił McCanlesa: Hickok czy Wellman, pozostaje nierozstrzygnięte do dziś.

### Mit Dzikiego Billa zHarper’s New Monthly Magazine

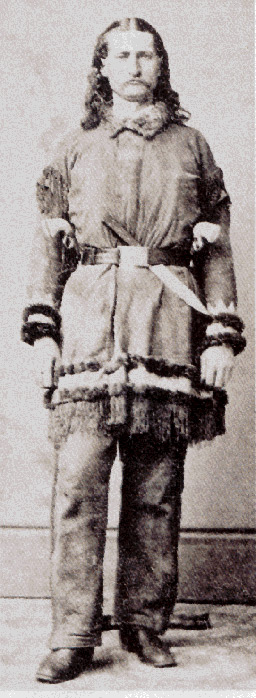
Jako zwiadowca, ze swoimi dwoma rewolwerami Colta, model 1851 Navy z białym uchwytem z kości słoniowej, w pozycji „reverse draw”. Fotografia wykonana w marcu 1869 przez Blakeslee of Mendota, w miasteczku Mendota blisko rodzinnego Troy Grove. Hickok zawitał tu w drodze do matki.

W 1867 w lutowym numerze Harper’s New Monthly Magazine ukazał się felieton „Wild Bill”, napisany przez pułkownika George’a W. Nicholsa, na podstawie wywiadu udzielonego mu przez Hickoka, zdobiony drzeworytami, wykonanymi przez artystów, którzy Hickoka nigdy nie widzieli (przedruk dostępny w biografii naukowej Hickoka, autorstwa J. G. Rosy). Wynikało z niego, że Hickok własnoręcznie zabił ponad stu ludzi oraz dokonał wielu bohaterskich czynów. Artykuł natychmiast wzbudził kontrowersje w środowisku Hickoka, jako napisany na podstawie niepewnych trzecich źródeł, przesadzony i częściowo zmyślony przez autora lub redakcję. Publikacja ta została po części przedrukowana przez wiele gazet w całym kraju i spopularyzowała postać Hickoka, jednocześnie jednak przyczyniła się prawdopodobnie do porażki Hickoka w wyborach na szeryfa Springfield tamtego roku, a może nawet do jego przedwczesnej śmierci.

### Wspomnienia bandyty Hardina
Bandyta John Wesley Hardin pragnął się zaprzyjaźnić z Hickokiem, kiedy to obaj byli w Abilene w 1871. Hardin miał wtedy już z 7 morderstw na swoim koncie. W swoich wspomnieniach (napisanych w więzieniu i wydanych pośmiertnie w 1895, 19 lat po śmierci Hickoka) Hardin twierdził, że udało mu się rozbroić Hickoka przez użycie triku zwanego „Road agent's spin” („border roll”) podczas próby aresztowania go za posiadanie broni w saloonie, i że Hickok miał go wtedy pod lufami dwóch rewolwerów. Historyjka ta uważana jest powszechnie za zmyśloną lub co najmniej wyolbrzymioną, ponieważ Hardin ujawnił ją wtedy, gdy Hickok nie mógł już odpowiedzieć, a sam Hardin był i jest uważany za samochwałę, kłamcę i psychopatę; na przemian idealizował Hickoka lub utożsamiał się z nim. W liście do żony z 24 czerwca 1888, napisanym z więzienia stanowego w teksańskim Huntsville, Hardin nie wspomina nic podobnego. Natomiast deklaruje, że „odważniejszy człowiek niż Hickok oddechu jeszcze nie tchnął”.

### Hickok a zabijanie
Dziki Bill Hickok osobiście uważał przemoc za ostatnią deskę ratunku. Powiedział w 1873: „nigdy w moim życiu nie obraziłem ani mężczyzny, ani kobiety”, a po latach wyznał kobiecie w Cheyenne: „To prawda, zabiłem ludzi, ale zawsze kiedy było to absolutnie konieczne w obronie własnej lub w ramach spełniania oficjalnych obowiązków. Nigdy w życiu nie wykorzystałem niecnego podstępu, aby pokonać wroga. Lecz zrozum, także nigdy nie zezwoliłem innemu na to, aby mnie uchwycił na celowniku (miał na swojej łasce).”. Charles Gross, księgowy Joego McCoya, znający Hickoka dobrze z Abilene, wspominał, że Dziki Bill sam nigdy nie używał słowa „zabiłem”, gdy poruszał temat swoich pojedynków rewolwerowca. Raczej mawiał o „strzelaniu” do różnych osobników, dodając przy tym: „Charlie, mam nadzieję, że nigdy nie będziesz musiał strzelić do kogoś, lecz jeżeli zajdzie ku temu potrzeba, strzel mu w brzuch, blisko pępka, być może go nie uśmiercisz, lecz postrzelony dozna szoku, który sparaliżuje jego mózg i ramię do tego stopnia, że będzie po walce.”

### Cywilizowanie Dzikiego Zachodu
Pracujący na Dzikim Zachodzie stróże prawa i porządku rzadko podejmowali zagrażające ich życiu ryzyko wyłącznie w ramach obowiązków służbowych. Wielu z nich żyło na marginesie moralno-społecznym, nawet jak na tamte czasy. Ludzie tacy, jak Dziki Bill Hickok czy Wyatt Earp, byli jedynie półprofesjonalistami. W zawodzie szeryfa czy policjanta pracowali tylko dorywczo. Jak inni wokół nich, dorabiali jako hazardziści lub prowadząc saloon czy inną prywatną działalność gospodarczą. Działalność taka, raczej nie do pomyślenia współcześnie, kontrastuje wyraźnie z kompletnym oddaniem i profesjonalizmem lawmana w beletrystyce Dzikiego Zachodu.
Przekonanie, że Dziki Bill Hickok parał się „cywilizowaniem” Dzikiego Zachodu, utarło się w tradycji przez pokolenia, jednak nie ma wskazujących na to przesłanek historycznych. Samo określenie „cywilizator” weszło w użycie w latach 80. XIX wieku, kiedy to termin „rewolwerowiec” był rzadko stosowany; miało ono aurę prawości, sugerującą co najmniej postępowanie na mocy prawa. Niemniej słowo „cywilizator” zastosowano ironicznie w felietonie, który ukazał się kilka lat po śmierci Hickoka. Felietonista napisał wtedy mniej więcej tak: Wygląda na to, że nikomu nie było dane zakwestionować legendy o stróżu prawa i porządku, bohaterze, który „karał łamiących prawo bez ceregieli, nie czekając na ceremonie z udziałem sędziego czy ławników”, sam zaś znakomity tenże cywilizator Zachodu był szanowanym obywatelem, chadzał do kościoła i modlił się regularnie z „wdziękiem i precyzją dorównującym jedynie jego niezawodnemu użyciu rewolweru”.
Joseph G. Rosa podsumował ten mit następująco: 

Jednak to nie Dziki Bill uważał się za „cywilizatora”, lecz jego piewcy. Niektórzy z nich nadal wierzą, że Hickok samodzielnie okiełznał Abilene i Hayes. Nie należy się dziwić temu, że historycy nadal dochodzą prawdziwego statusu Hickoka. Zatrudniono go w celu utrzymywania porządku przez egzekwowanie praw stanowych i przepisów miejskich i do wykonywania jakichkolwiek innych, oficjalnie mu narzuconych obowiązków. Na tym się kończyła jego odpowiedzialność. To do innych należało rozstrzyganie kwestii moralnych i ich roli w cywilizowaniu. Lecz autorzy pisali dla społeczności zamieszkujących miasta Wschodu, domagających się znacznie więcej od swoich bohaterów. Ci, którzy znali Dzikiego Billa i jego działalność na rzecz utrzymywania prawa i porządku, byli najprawdopodobniej bardzo zdziwieni, dowiedziawszy się w ciągu zaledwie jednego pokolenia o jego rzekomej roli „cywilizatora”.

### Rzekome włóczęgostwo w Cheyenne
Hickok był aresztowany w czerwcu 1875 w Cheyenne za włóczęgostwo, z kilkoma odroczeniami; ostatnie, z 12 czerwca 1876, opatrzono komentarzem, że delikwent już nie żyje i sprawa została umorzona. Czy aresztowanie to było uzasadnione, czy stanowiło prześladowanie głośnego hazardzisty przez miejscowy moralny „establishment”, tego nie wiadomo. Odroczenia sugerują, że jeśli trzymał się z dala od tego miasta lub przynajmniej miał zatrudnienie, miasto pozostawiało go w spokoju. Z kolei jego przyjaciele twierdzili, że w ogóle nie było powodu do wniesienia takiego oskarżenia, natomiast inni mieli go za „warchoła”. Russell Thorp, który osobiście znał wiele osób z kręgu Hickoka podczas jego nieregularnych wizyt w Cheyenne, zaprzeczył temu całkowicie: 

Jestem pewien tego, że Hickok nie był włóczęgą ani bezdomnym. Gdyby został on tak określony, na pewno usłyszałbym o tym. Bill jednak zawsze był stróżem prawa i porządku.

### Wild Bill & Calamity Jane
Calamity Jane twierdziła we wspomnieniach, że to ona była żoną Hickoka i wzięła z nim rozwód, by umożliwić mu poślubienie Agnes Lake, lecz materiały źródłowe z tamtego okresu i relacje osób trzecich, które dobrze znały ich oboje, wskazują, że Dziki Bill i Calamity Jane poznali się dopiero na kilka tygodni przed jego śmiercią.

### Pseudonimy
Jeszcze za jego pobytu na Terytorium Kansas, z powodu długiego nosa i wysuniętej górnej wargi, Hickok był przezywany „Kaczym Dziobem”. Dopiero w 1861, po incydencie z McCanlesem, gdy zapuścił wąsy, zaczęto go nazywać (nie bez jego własnego udziału) „Dzikim Billem”.
Pierwsza wzmianka o Hickoku jako Dzikim Billu ukazała się w gazecie Weekly Patriot z 27 lipca 1865, w missourskim Springfield. Relacja tej gazety o pojedynku Hickoka z Tuttem określiła Hickoka jako „znanego lepiej w południowo-zachodnim Missouri pod mianem 'Dzikiego Billa'”. Od tego czasu renoma Hickoka wykroczyła poza region, a on sam stał się osobistością znaną w całym kraju (a później poza granicami) jako Dziki Bill Hickok.

### Koń i rewolwery
Jednooka klacz Hickoka nosiła miano Black Nell i jest uważana z kolei za jednego ze słynniejszych koni Dzikiego Zachodu; dożyła roku 1869, siedem lat przed morderstwem Dzikiego Billa. Na jej grobie w Kansas City wyryto: 

Tu leży Black Nell, najszlachetniejsza bohaterka Prerii i Wojny Pomiędzy Stanami”

Z drugiej strony, istnieje komentarz w postaci artykułu-opinii w gazecie Patriot z 31 stycznia 1867, że Black Nell była w istocie rzeczy ogierem, którego Hickok zdobył dopiero w 1863 jako łup wojenny po zabiciu jeźdźca Konfederacji, uiściwszy należytą opłatę w sumie 225 dolarów skarbowi państwa, i że rozmaite romantyczne opisy i rzekome sztuczki przypisywane koniowi i Hickokowi – są wyssane z palca, na potrzeby wspomnianego artykułu w Harper’s z lutego 1867.
Historycznie wiadomo, że zwiadowcy w polu z czasów wojen z Indianami Dakotami ze względów technicznych woleli brać pod siodło prozaiczne muły niż konie, jak to rzeczowo wyjaśnił w zachowanym wspomnieniu generał George A. Custer.
Co do uzbrojenia osobistego, Dziki Bill Hickok posiadał dwa posrebrzane rewolwery Colta, modelu 1851 Navy, z charakterystycznym uchwytem wykonanym z jasnej kości słoniowej. Być może w hołdzie Hickokowi, podobną parę zamówił sobie późniejszy amerykański generał George S. Patton, jeszcze jako porucznik, i nosił je razem, podobnie jak Hickok, przez całą swoją karierę, tyle że modelu 1873 Colt Peacemaker.
Mitem jest, że ta para coltów jest jedyną krótką bronią palną, której Hickok używał. Jak już wspomniano, otrzymywał w prezencie coraz to nowsze rewolwery, jak to miało miejsce w przypadku nowoczesnej pary Smith & Wesson „American”, kaliber .44, w 1874 – podarunek Buffalo Billa Cody’ego i Teksas Jacka Omohundro, na pożegnanie z teatrem i jak się okazało ze Wschodem. Faktem jest, że otrzymywał broń z innych źródeł, wygrywając rewolwery w karty, kupując je czy zdobywając jako łup wojenny. Zdarzało się, że przyznawano mu broń w uznaniu za zasługi (czy usługi) czy za wygranie pokazu strzeleckiego.
Jego rewolwery były bronią kapiszonową na proch czarny, kaliber .36, o stosunkowo niskiej sile rażenia z bliska, aczkolwiek bardzo celną w rękach profesjonalisty. Hickok przed nadchodzącym pojedynkiem podobno wybierał bardziej prozaicznie wyglądający model Colt Dragoon, rewolwer o większym kalibrze .44. Być może był on mniej celny, lecz za to bardziej zabójczy, szczególnie z bliska. Nie jest mitem, że Hickok bardzo dbał o swoje „wyposażenie techniczne”, a także o swój image rewolwerowca, posługując się tymi atutami z ogromną skutecznością.

## Nawiązania
Legendę Hickoka rozpowszechniły w Stanach Zjednoczonych popularne powieści sensacyjne, ukazujące go jako typowego stróża prawa i porządku na Dzikim Zachodzie. Choć już w latach 20. XX wieku historiografia podjęła rewizję tej legendy, do dziś jeszcze w Stanach Zjednoczonych i na całym świecie beletrystyka, film i telewizja niejednokrotnie przedstawiają mijający się z prawdą obraz Hickoka.
Jeszcze za życia Hickoka jego przygody weszły do kanonu „mitologii” Dzikiego Zachodu, po części za sprawą jego własnych wypowiedzi i upiększeń w dwóch pierwszych udzielonych przez niego wywiadach, po części na skutek sensacyjnych relacji, stworzonych dla zaspokojenia mody na folklor Dzikiego Zachodu w „cywilizowanych” wschodnich regionach Stanów Zjednoczonych. Żadna inna słynna osobistość Zachodu (być może z wyjątkiem Wyatta Earpa) nie stała się tak głośna i kontrowersyjna. Nawet recepcja osoby „Buffalo Billa” Cody’ego, który przez lata był przedmiotem sporów naukowych, nie była tak burzliwa, mimo że wędrujące widowisko Cody’ego, Wild West Exhibition, przyniosło mu jeszcze za życia rozgłos na skalę światową i uczyniło nawet szerzej znanym od Hickoka.
Legenda Hickoka wzrasta wraz z pojawianiem się nowych filmów, seriali telewizyjnych czy powieści, operujących w szczególności motywem „ręki umarlaka” i specyfiką okoliczności jego śmierci w miejscowości o symbolicznej nazwie Deadwood.

W 1953 prezydent Stanów Zjednoczonych Dwight D. Eisenhower publicznie nawiązał do, obecnego także w jego własnym życiu, etosu Hickoka w kulturze amerykańskiej:

Wychowałem się w małej mieścinie o nazwie Abilene, Kansas. Mieliśmy tam za szeryfa człowieka o imieniu Dziki Bill Hickok. Miejsce miało swoje motto, które nauczono mnie cenić. A brzmiało ono: Spotkaj się oko w oko z każdym, z kim się nie zgadzasz... A gdy już spotkałeś go oko w oko i podjąłeś to samo ryzyko – prawie zawsze wychodziłeś z tego cało, jeśli twoja kula była szybsza.

### W beletrystyce
- Richard Matheson: The Memoirs of Wild Bill Hickok, 1996, wydawnictwo Jove Books, ISBN 0-515-11780-3
- Pete Dexter: Deadwood, 1969, ISBN 978-1-299-07097-4
- Randy Lee Eickoff: And Not To Yield: A Novel Of The Life And Times Of Wild Bill Hickok, wydawnictwo Forge, 2005, ISBN 0-8125-6776-5, ISBN 978-0-8125-6776-2
- Richard Sale: The White Buffalo, wydawnictwo Simon and Schuster, 1975, ISBN 0-671-22072-1, ISBN 978-0-671-22072-3
- Thomas Berger: Little Big Man, 1969, ISBN 978-1-131-20579-3,
- Thomas Berger: The Return of Little Big Man, 1999, wydawnictwo Havill Press, ISBN 1-86046-600-1, ISBN 978-1-86046-600-7
- J.T. Edson: Under the Stars and Bars, 1987, wydawnictwo Berkley Publishing Group, ISBN 0-425-09782-X, ISBN 978-0-425-09782-3

### W telewizji
- 1951–1958 – Guy Madison w serialu The Adventures of Wild Bill Hickok.
- 1989–1992 – Josh Brolin w serialu The Young Riders.
- 2004 – Keith Carradine w serialu HBO Deadwood[83].

### W filmie
W filmach w rolę Hickoka wcielili się między innymi:
- William S. Hart w 1923 w filmie Dziki Bill Hickok (tyt. ang. Wild Bill Hickok), reżyseria: Clifford Smith[84].
- Gary Cooper w 1936 w filmie Niezwyciężony Bill (tyt. ang. The Plainsman), z Jean Arthur jako Calamity Jane, reżyseria: Cecil B. DeMille[85].
- Gordon Elliott (a.k.a „Wild Bill Elliott”) w 1938 w serialu filmowym The Great Adventures of Wild Bill Hickok, reżyseria: Sam Nelson, Mack V. Wright[86]
- Roy Rogers w 1940 w filmie Young Bill Hickok, reżyseria: Joseph Kane[87].
- Howard Keel w 1953 w filmie Calamity Jane[88].
- Robert Culp w 1963 w filmie The Raiders, reżyseria: Hershel Daugherty[89].
- Don Murray w 1966 w filmie Nieustraszony Bill (tyt. ang. The Plainsman), reżyseria: David Lowell Rich[90]
- Jeff Corey w 1970 w filmie w filmie Mały Wielki Człowiek, reżyseria: Arthur Penn[91].
- Charles Bronson w 1977 w filmie Biały bizon (tyt. ang. The White Buffalo), reżyseria: J. Lee Thompson[92].
- Richard Farnsworth w 1981 w filmie Legenda o samotnym jeźdźcu (tyt. ang. The Legend of the Lone Rider), reżyseria: William A. Fraker[93].
- Jeff Bridges w 1995 w filmie Dziki Bill, reżyseria: Walter Hill[94][95].
- Sam Shepard w 1999 w filmie telewizyjnym Przedsionek piekła (ang. tyt. Purgatory), produkcji kanału Turner Network Television (TNT w USA), reżyseria Uli Edel[96]